# Olszanka (powiat żyrardowski)
Olszanka – wieś w Polsce położona w województwie mazowieckim, w powiecie żyrardowskim, w gminie Puszcza Mariańska.
Wieś wchodzi w skład sołectwa Puszcza Mariańska
W latach 1975–1998 miejscowość należała administracyjnie do województwa skierniewickiego.
W Olszance mieszkał i zmarł malarz Józef Rapacki.